# Ronde van Spanje 2007/Zevende etappe
De zevende etappe van de Ronde van Spanje 2007 vond plaats op 7 september 2007 en voerde van Calahorra naar Zaragoza. De rit was 176 kilometer lang. Onderweg waren er twee tussensprints en één beklimming van de derde categorie.

## Verslag
Net als in de meeste voorgaande etappes was er een lange vlucht die pas kort voor de finish te niet werd gedaan. Reeds in de eerste kilometer sprongen Jesús Rosendo van Andalucía - Cajasur en Raúl García de Mateo van Relax - GAM weg. De twee pakten een voorsprong van 9'17" na 55 kilometer. Hierna liep de voorsprong langzaam terug, totdat de beide Spanjaarden na 168 kilometer, acht kilometer voor het einde, werden bijgehaald.
Door een valpartij kort voor het einde raakten een aantal sprinters achterop. Doordat deze valpartij in de laatste drie kilometer plaatsvond, had het geen gevolgen voor het klassement. De Duitser Erik Zabel pakte de zege in deze etappe, voor Allan Davis en Paolo Bettini.

## Uitslag
| rang | renner             | land        | ploeg                 | tijd      |
| ---- | ------------------ | ----------- | --------------------- | --------- |
| 1    | Erik Zabel         | Duitsland   | Team Milram           | 3u 52'05" |
| 2    | Allan Davis        | Australië   | Discovery Channel     | z.t.      |
| 3    | Paolo Bettini      | Italië      | Quick·Step-Innergetic | z.t.      |
| 4    | Koldo Fernández    | Spanje      | Euskaltel-Euskadi     | z.t.      |
| 5    | André Korff        | Duitsland   | T-Mobile Team         | z.t.      |
| 6    | Philippe Gilbert   | België      | La Française des Jeux | z.t.      |
| 7    | Andrea Tonti       | Italië      | Quick·Step-Innergetic | z.t.      |
| 8    | Sylvain Chavanel   | Frankrijk   | Cofidis               | z.t.      |
| 9    | Luis León Sánchez  | Spanje      | Caisse d'Epargne      | z.t.      |
| 10   | Aljaksandr Oesaw   | Wit-Rusland | Ag2r Prévoyance       | z.t.      |
| 11   | Mark Renshaw       | Australië   | Crédit Agricole       | z.t.      |
| 12   | Renaud Dion        | Frankrijk   | Ag2r Prévoyance       | z.t.      |
| 13   | Carlos Da Cruz     | Frankrijk   | La Française des Jeux | z.t.      |
| 14   | Alessandro Vanotti | Italië      | Liquigas              | z.t.      |
| 15   | Mickaël Delage     | Frankrijk   | La Française des Jeux | z.t.      |
| 16   | Gustavo Domínguez  | Spanje      | Karpin-Galicia        | z.t.      |
| 17   | Jorge García Marín | Spanje      | Relax-GAM             | z.t.      |
| 18   | Damien Monier      | Frankrijk   | Cofidis               | z.t.      |
| 19   | David de la Fuente | Spanje      | Saunier Duval-Prodir  | z.t.      |
| 20   | Hubert Dupont      | Frankrijk   | Ag2r Prévoyance       | z.t.      |

## Algemeen klassement
| rang | renner                     | land       | ploeg                              | tijd       |
| ---- | -------------------------- | ---------- | ---------------------------------- | ---------- |
| 1    | Vladimir Jefimkin          | Rusland    | Caisse d'Epargne                   | 28u 26'56" |
| 2    | Denis Mensjov              | Rusland    | Rabobank                           | op 1'06"   |
| 3    | Carlos Sastre              | Spanje     | Team CSC                           | z.t.       |
| 4    | Maxime Monfort             | België     | Cofidis, Le Crédit par Téléphone   | z.t.       |
| 5    | Stijn Devolder             | België     | Discovery Channel Pro Cycling Team | z.t.       |
| 6    | Leonardo Piepoli           | Italië     | Saunier Duval – Prodir             | z.t.       |
| 7    | Cadel Evans                | Australië  | Predictor - Lotto                  | op 1'28"   |
| 8    | Sylvain Chavanel           | Frankrijk  | Cofidis, Le Crédit par Téléphone   | op 1'33"   |
| 9    | Ezequiel Mosquera          | Spanje     | Karpin - Galicia                   | op 1'36"   |
| 10   | Leonardo Bertagnolli       | Italië     | Liquigas                           | op 1'49"   |
| 11   | Stéphane Goubert           | Frankrijk  | AG2R Prévoyance                    | op 1'54"   |
| 12   | Manuel Beltrán             | Spanje     | Liquigas                           | op 1'57"   |
| 13   | Óscar Pereiro              | Spanje     | Caisse d'Epargne                   | z.t.       |
| 14   | Chris Anker Sørensen       | Denemarken | Team CSC                           | op 2'18"   |
| 15   | Franco Pellizotti          | Italië     | Liquigas                           | z.t.       |
| 16   | José Angel Gómez Marchante | Spanje     | Saunier Duval – Prodir             | op 2'23"   |
| 17   | Samuel Sánchez             | Spanje     | Euskaltel - Euskadi                | op 2'29"   |
| 18   | Igor Antón                 | Spanje     | Euskaltel - Euskadi                | op 2'30"   |
| 19   | Carlos Barredo             | Spanje     | Quickstep – Innergetic             | op 2'32"   |
| 20   | Josep Jufré                | Spanje     | Predictor - Lotto                  | op 2'49"   |

## Opgaves
- De Spanjaard Alberto Fernández de la Puebla van Saunier Duval gaf na 98 kilometer op vanwege fysieke problemen die ontstonden na een val in de derde etappe.
- De Belg Bert Roesems van Predictor - Lotto kwam na 144 kilometer in de etappe ten val en moest dientengevolge de strijd staken.

1e etappe ·
2e etappe ·
3e etappe ·
4e etappe ·
5e etappe ·
6e etappe ·
7e etappe ·
8e etappe ·
9e etappe ·
10e etappe ·
11e etappe ·
12e etappe ·
13e etappe ·
14e etappe ·
15e etappe ·
16e etappe ·
17e etappe ·
18e etappe ·
19e etappe ·
20e etappe ·
21e etappe

Startlijst · Eindstanden · Afbeeldingen